# Cantón de Sainte-Sévère-sur-Indre
El cantón de Sainte-Sévère-sur-Indre era una división administrativa francesa, que estaba situada en el departamento de Indre y la región de Centro-Valle de Loira.

## Composición
El cantón estaba formado por diez comunas:
- Feusines
- Lignerolles
- Pérassay
- Pouligny-Notre-Dame
- Pouligny-Saint-Martin
- Sainte-Sévère-sur-Indre
- Sazeray
- Urciers
- Vigoulant
- Vijon

## Supresión del cantón de Sainte-Sévère-sur-Indre
En aplicación del Decreto n.º 2014-178 de 18 de febrero de 2014, el cantón de Sainte-Sévère-sur-Indre fue suprimido el 22 de marzo de 2015 y sus 10 comunas pasaron a formar parte del nuevo cantón de La Châtre.